# リアム・ウォルシュ
リアム・ウォルシュ（Liam Walsh、1986年5月18日 - ）は、イギリスのプロボクサー。グレーター・マンチェスター・ロッチデール出身。元WBOヨーロピアンライト級王者。元WBOインターコンチネンタルライト級王者。双子の弟のライアン、兄のマイケルもプロボクサーである。

## 来歴

### プロ時代
2008年2月2日、プロデビュー戦を行い1回1分57秒KO勝ち。
2010年10月23日、ロンドンのヨーク・ホールにてマクスウェル・アウクとコモンウェルススーパーフェザー級王座決定戦を行い、12回3-0の判定勝ちを収め王座獲得に成功した。
2012年7月14日、ロンドンのブーリン・グラウンドにてデビッド・ヘイ対デレック・チゾラの前座でドメニコ・ウルバノとWBOヨーロピアンライト級王座決定戦を行い、8回2分10秒TKO勝ちを収め王座獲得に成功した。
2014年11月29日、ロンドンのエクセル展覧会センターにてデレック・チゾラ対タイソン・フューリー第二戦の前座で英国スーパーフェザー級王者ゲイリー・サイクスと対戦し、12回3-0の判定勝ちを収め、英国王座獲得に成功するとともに4度目のコモンウェルス王座防衛に成功した。
2015年7月11日、マンチェスターのマンチェスター・ベロドロームにてテリー・フラナガン対ホセ・セペダの前座でイサイアス・サントス・サンパイオとWBOインターコンチネンタルライト級王座決定戦を行い、6回1分26秒KO勝ちを収め王座獲得に成功した。
2017年5月20日、ロンドンのカッパー・ボックスでIBF世界スーパーフェザー級王者ジャーボンテイ・デービスに挑戦し、プロ初黒星となる3回2分11秒TKO負けを喫し王座獲得に失敗した。
2019年11月9日、ロンドンのヨーク・ホールにてマキシ・ヒューズとWBOヨーロピアンライト級王座決定戦を行い、10回3-0の判定勝ちを収め王座獲得に成功した。
ヒューズ戦以降試合をしておらず、ウォルシュは2023年4月のインタビューで「俺は世界王者になるためにボクシングを始めたが、果たすことが出来なかった。デヴィン・ヘイニー、ホルヘ・リナレス、ワシル・ロマチェンコ、テオフィモ・ロペス等の試合を観て、俺は彼らを倒すことは出来ないと感じている。特に今の状態ではね」「（2017年の）デービス戦で勝てると心から信じていたし、それについては何の迷いもなかった。だが、その時の自信はもうないんだ。こうしてすべてが終わった。全力を尽くしてきたが、十分ではなかった」と引退を示唆した。

## 戦績
- プロボクシング：24戦 23勝 (15KO) 1敗

| 戦           | 日付           | 勝敗 | 時間     | 内容    | 対戦相手                         | 国籍           | 備考                                                                              |
| ------------ | -------------- | ---- | -------- | ------- | -------------------------------- | -------------- | --------------------------------------------------------------------------------- |
| 1            | 2008年2月2日   | ☆    | 1R 1:57  | KO      | ダニエル・ソープ                 | イギリス       | プロデビュー戦                                                                    |
| 2            | 2008年6月14日  | ☆    | 4R 1:04  | KO      | ジョニー・グレイヴス             | イギリス       |                                                                                   |
| 3            | 2008年12月6日  | ☆    | 4R       | 判定    | ユーセフ・アル・ハミディ         | シリア         |                                                                                   |
| 4            | 2009年1月30日  | ☆    | 1R 2:12  | TKO     | ショーン・ウォルトン             | イギリス       |                                                                                   |
| 5            | 2009年5月22日  | ☆    | 3R 2:03  | TKO     | バズ・ケイリー                   | イギリス       |                                                                                   |
| 6            | 2009年10月9日  | ☆    | 3R 2:45  | TKO     | ジョン・バグリー                 | イギリス       |                                                                                   |
| 7            | 2010年2月13日  | ☆    | 4R 2:02  | TKO     | シド・ラザク                     | イギリス       |                                                                                   |
| 8            | 2010年5月15日  | ☆    | 1R 1:59  | TKO     | イブラル・リヤズ                 | イギリス       |                                                                                   |
| 9            | 2010年9月24日  | ☆    | 6R       | 判定    | セバスチャン・コルヌ             | フランス       |                                                                                   |
| 10           | 2010年10月23日 | ☆    | 12R      | 判定3-0 | マクスウェル・アウク             | ガーナ         | コモンウェルススーパーフェザー級王座決定戦                                        |
| 11           | 2011年3月19日  | ☆    | 10R 1:05 | KO      | ジョン・ケイス                   | イギリス       | コモンウェルス防衛1                                                               |
| 12           | 2011年9月30日  | ☆    | 10R 終了 | TKO     | ポール・アップルビー             | イギリス       | コモンウェルス防衛2                                                               |
| 13           | 2012年7月14日  | ☆    | 8R 2:10  | TKO     | ドメニコ・ウルバノ               | イタリア       | WBOヨーロピアンライト級王座決定戦                                                 |
| 14           | 2013年4月20日  | ☆    | 10R      | 判定3-0 | スコット・ハリソン               | イギリス       | WBOヨーロピアン防衛1                                                              |
| 15           | 2013年9月21日  | ☆    | 12R      | 判定2-0 | ジョー・マレー                   | イギリス       | コモンウェルス防衛3                                                               |
| 16           | 2014年7月26日  | ☆    | 4R 3:05  | KO      | ケビン・フーパー                 | イギリス       |                                                                                   |
| 17           | 2014年11月29日 | ☆    | 12R      | 判定3-0 | ゲイリー・サイクス               | イギリス       | コモンウェルス・英国スーパーフェザー級王座統一戦 コモンウェルス防衛4 英国王座獲得 |
| 18           | 2015年2月28日  | ☆    | 5R 1:12  | TKO     | ジョー・マレー                   | イギリス       | コモンウェルス防衛5 英国防衛1                                                     |
| 19           | 2015年7月11日  | ☆    | 6R 1:26  | KO      | イサイアス・サントス・サンパイオ | ブラジル       | WBOインターコンチネンタルライト級王座決定戦                                       |
| 20           | 2016年4月30日  | ☆    | 8R 1:20  | TKO     | トロイ・ジェームズ               | イギリス       | コモンウェルス防衛6 英国防衛2                                                     |
| 21           | 2016年10月8日  | ☆    | 8R 0:44  | KO      | アンドレイ・クリモフ             | ロシア         |                                                                                   |
| 22           | 2017年5月20日  | ★    | 3R 2:11  | TKO     | ジャーボンテイ・デービス         | アメリカ合衆国 | IBF世界スーパーフェザー級タイトルマッチ                                           |
| 23           | 2019年5月11日  | ☆    | 3R 1:18  | KO      | レイナルド・カジーナ             | ニカラグア     |                                                                                   |
| 24           | 2019年11月9日  | ☆    | 10R      | 判定3-0 | マキシ・ヒューズ                 | イギリス       | WBOヨーロピアンライト級王座決定戦                                                 |
| テンプレート |                |      |          |         |                                  |                |                                                                                   |

## 獲得タイトル
- コモンウェルススーパーフェザー級王座
- 英国スーパーフェザー級王座
- WBOヨーロピアンライト級王座
- WBOインターコンチネンタルライト級王座